# Almindingen
Almindingen (Oud Deens voor "van iedereen") op Bornholm is met 6.000 hectare het op twee na grootste bos van Denemarken. 2.412 ha er van is eigendom van de staat. Het werd in het begin van de negentiende eeuw aangelegd. Tot die tijd was er maar heel weinig bos op Bornholm. Het gebied van Almindingen heette toen Højlyngen en er graasden koeien.

## Rytterknægten (De knecht van de ruiters)
In Almindingen bevindt zich een verhoging in het landschap genaamd Rytterknægten. Het is met 162 meter het hoogste punt op Bornholm. Er staat een uitkijktoren die 'Kongemindet' wordt genoemd. Deze werd opgericht ter nagedachtenis aan het bezoek van Koning Frederik VII aan Bornholm in 1851.

## Vestingen
Er zijn in het gebied twee ruïnes van vestingen. Gamleborg (oude burcht) stamt uit de tijd van de Vikingen. Zijn opvolger, de naburige Lilleborg (kleine burcht) dateert uit de middeleeuwen. De koning liet hem rond 1150 bouwen als tegenhanger van Hammershus dat bestuurd werd door het Aartsbisdom.

## Koude Oorlog
Na de Tweede Wereldoorlog werd de Duitse bezetting van Bornholm vervangen door Sovjettroepen. Ze vertrokken in het voorjaar van 1946. Uit vrees dat het eiland nogmaals in Sovjethanden zou kunnen komen, werd er tijdens de Koude Oorlog een radarstation opgericht. Bornholm ligt in de Oostzee en maakt deel uit van het grensgebied Zweden, Denemarken, Polen en de voormalige DDR.

## Wisent-project
Bos- en natuurbeheer heeft in Almindingen in 2012 de wisent of Europese bizon (Bison bonasus) uitgezet. Voor het eerst sinds de mens deze uitroeide in de ijzertijd is Europa's zwaarste zoogdiersoort weer te vinden in Denemarken. De dieren werden uit Polen gehaald. De dominante stier moest in 2016 afgemaakt worden. In de vier jaar ervoor werd hij de vader van elf kalveren. Per mei 2018 waren er vijftien wisenten in het gebied.

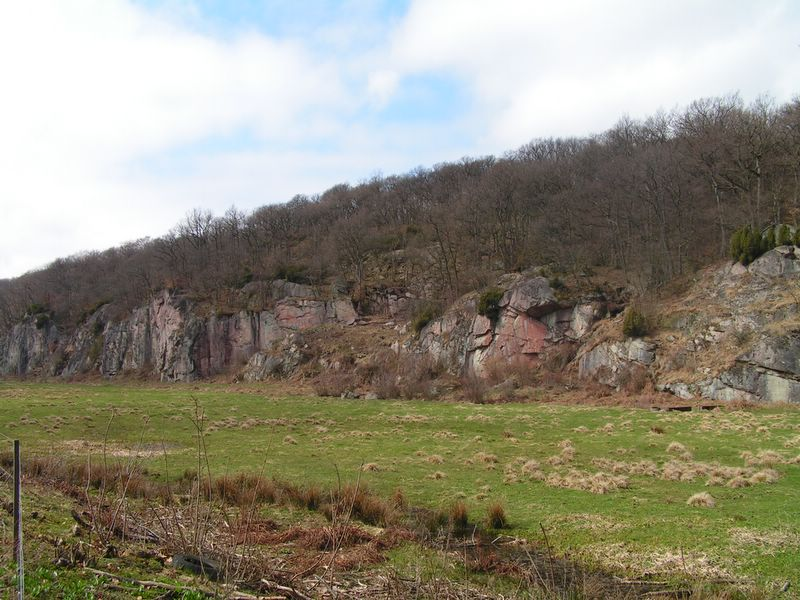
De kloof Ekkodalen in Almindingen.
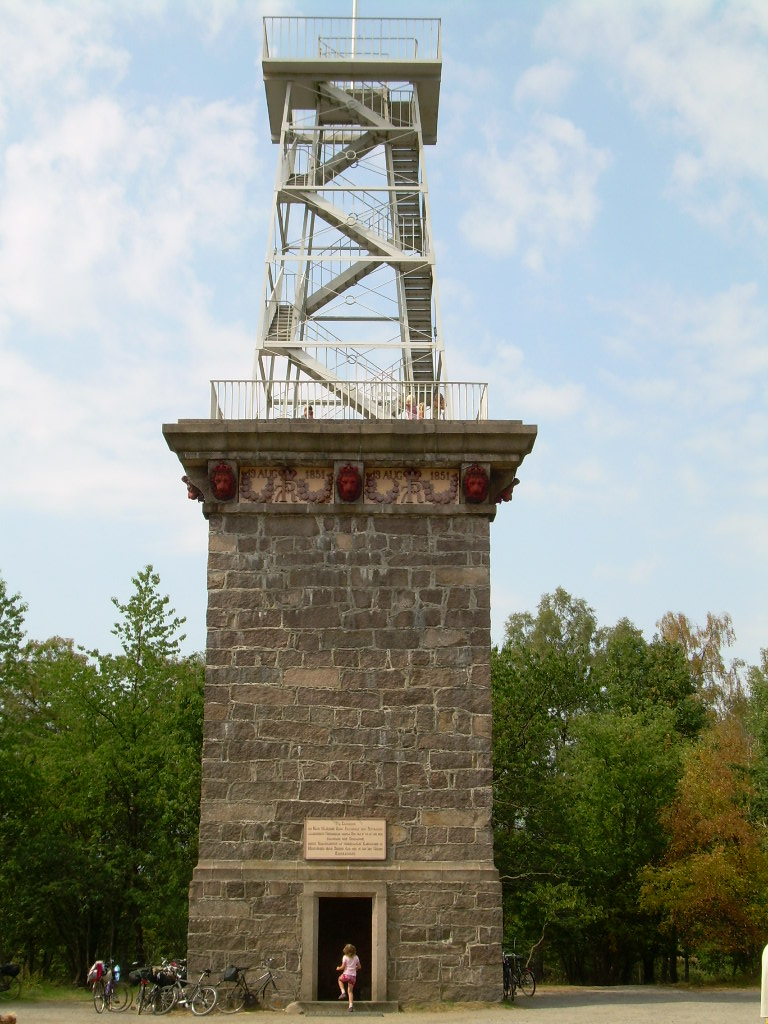
Toren ter gedachtenis aan Koning Frederik VII van Denemarken
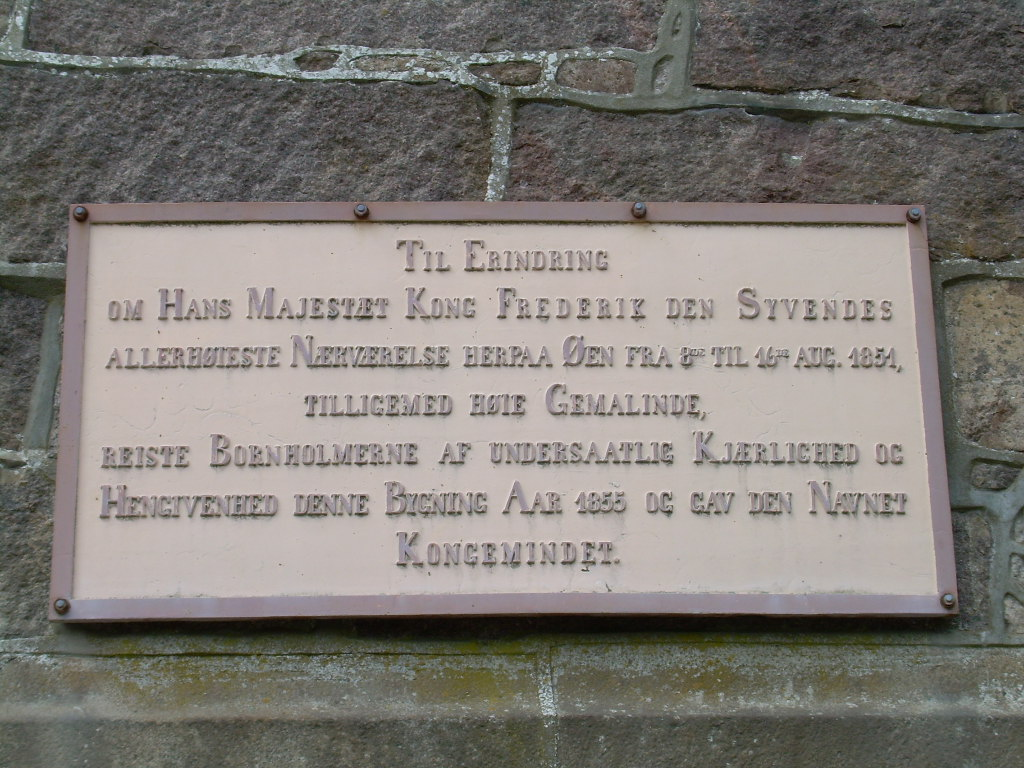
Gedachtenis aan Koning Frederik VII van Denemarken
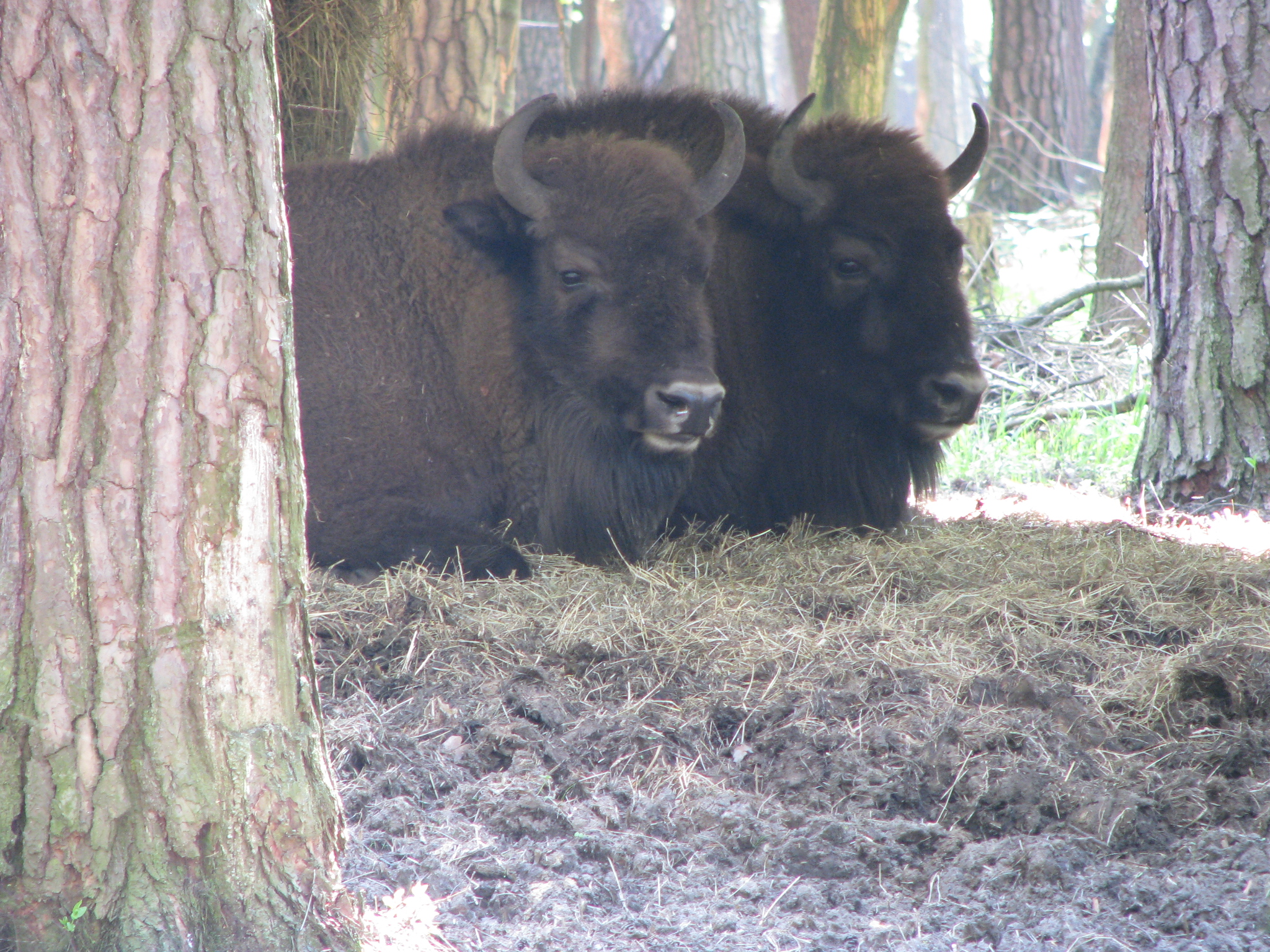
Het Deense Bos- en natuurbeheer zette in 2011 in het Almindingenbos de wisent uit

Steden: Aakirkeby · Allinge-Sandvig · Hasle · Nexø · Rønne

Dorpen: Aarsdale · Balka · Gudhjem · Klemensker · Listed · Lobbæk · Nyker · Nylars · Østerlars · Østemarie · Pedersker · Snogebæk · Sorthat-Muleby · Svaneke · Tejn · Vestermarie

Buurtschappen: Arnager · Årsballe · Boderne · Bodilsker · Bølshavn · Dueodde · Helligpeder · Ibsker · Knudsker · Melsted · Olsker · Poulsker · Rø · Rutsker · Sandkås · Smørenge · Stenseby · Teglkås · Vang

Omgeving op en nabij Bornholm: Almindingen · Christiansø · Døndalen · Ekkodalen · Ertholmene · Frederiksø · Gryet · Hammeren · Paradisbakkerne · Rytterknægten · Stammershalle · Troldeskoven